# 费利佩·冈萨雷斯
费利佩·冈萨雷斯·马尔克斯（西班牙語：Felipe González Márquez，發音：[feˈlipe ɣonˈθaleθ ˈmaɾkeθ]；1942年3月5日—）西班牙政治家，曾任西班牙首相。

## 生平
1942年出生在塞维利亚市的一个放牧雇工家庭，1962年加入社会主义青年团，1964年加入工人社会党，1966年毕业于塞维利亚大学法律系。
1974年当选西班牙工人社会党第一书记并于1979年9月再次当选。期间協助推动西班牙民主转型。
1982年領導工人社會黨在大选中取得勝利，获得350个席位的202个，并成功出任西班牙首相，實現首次和平的政黨輪替，組建西班牙46年來首個左翼政府，並於1986年、1989年及1993年成功連任。
1996年大選失利下台，把政權移交予右翼的西班牙人民黨，實現第二次和平的政黨輪替。1997年辭去西班牙工人社会党第一书记一職。